# Zöblen
Zöblen település Ausztria tartományának, Tirolnak a Reutte járásában található. Területe 8,8 km², lakosainak száma 210 fő, népsűrűsége pedig 24 fő/km² (2014. január 1-jén). A település 1087 méteres tengerszint feletti magasságban helyezkedik el.

## Fordítás
- Ez a szócikk részben vagy egészben  a   Zöblen című angol Wikipédia-szócikk ezen változatának fordításán alapul.  Az eredeti cikk szerkesztőit annak laptörténete sorolja fel. Ez a jelzés csupán a megfogalmazás eredetét és a szerzői jogokat jelzi, nem szolgál a cikkben szereplő információk forrásmegjelöléseként.